# シナジェティクス
シナジェティクス（synergetics）とは、バックミンスター・フラーが提唱した独自の概念であり、学問体系である。
主にシナジー幾何学とも訳される幾何学的なアプローチで、この宇宙（自然科学や人文学、果ては人類や自然、宇宙まで人間が知覚しうる全てを具象から抽象、ミクロからマクロまで）の構成原理であるシナジーを包括的に理解しようとする学問。
専門分化されすぎ、人類の継続的発展という面で機能不全に陥っている既存の学術体系に反し、人類が生まれながらに持っている包括的理解の能力を回復、発展させることを通じて問題の解決にも繋がる。
それ自体が全方向に関連しあいながら、変化、進展していき、その学習者自体の直接の体験自体がその要素でもあるため文字情報での情報収集では不完全であり、その理解、習得においては学習者自らの実践と経験、既に熟達した人物に直接に対話、講義を受けることが必要とされている。
1975年著書『Synagetics』、1978年『Synagetics2』で提示された。